# 植田和貴
植田 和貴（うえだ かずき）は、日本放送協会に所属するディレクター。1997年入局。NHK釧路放送局、NHK制作局科学環境番組ディレクター、NHKエンタープライズ自然・科学番組ディレクター、大型企画開発センターを経てNHKエンタープライズチーフ・ディレクター。動物番組・恐竜番組を中心に科学教養番組を多く手掛けている。番組に関連した書籍も執筆している。

## 来歴
小学生の頃から恐竜に興味があり、卒業文集には将来の夢として恐竜博士を挙げていた。
入局後は生活情報番組『ためしてガッテン』や動物番組『地球!ふしぎ大自然』の制作に携わる。2006年には『NHKスペシャル』「恐竜vsほ乳類」の制作を担当。この際に小林快次や当時学生であった田中康平と関わりを持ったと語っている。白亜紀末の大量絶滅における隕石衝突に由来する津波堆積物を調査するうち、後藤和久と関わりを持ち、2011年の東北地方太平洋沖地震の被災地での津波堆積物見学も行った。これらの経験は『NHKスペシャル』「MEGAQUAKE 巨大地震」シリーズの制作に繋がった。
『NHKスペシャル』「生命大躍進」制作のための取材中、2012年当時学生であった河部壮一郎と関わりを持ったと語っている。また、同作の取材のためロッキー山脈まで足を運んでいる。2015年に「生命大躍進」を放送した後、2019年の「恐竜超世界」をはじめ複数の恐竜番組を制作。2020年にはそれらの映像から再構成した『ダーウィンが来た!』の劇場版「恐竜超伝説」を公開した。

## 主な作品

### テレビ番組
- 『NHKスペシャル』
  - 「インド洋大津波」[1]（2004年[9]）
  - 「恐竜vsほ乳類」[5]（2006年）
  - 「恐竜絶滅 ほ乳類の戦い」[3]（2010年）
  - 「火星大冒険 生命はいるのか?」[3]（2012年[10]）
  - 「MEGAQUAKE 巨大地震II」[3]（2012年）
  - 「生命大躍進」（2015年[3]）
  - 「世紀の発見! 日本の巨大恐竜」（2017年[11]）
  - 「恐竜超世界」（2019年[3]）
- 『ダーウィンが来た!』
  - 「水上を走る 謎のバシリスク!」[3]（2007年[12]）
  - 「ハチになりたかった鳥」[3]（2007年[13]）
  - 「火と氷の国アイスランド (2)“海のピエロ”水中を飛ぶ！」[2]（2008年[14]）
  - 「よみがえれ!恐竜 (1) 史上最強!ティラノサウルスの真実」（2017年[3]）
  - 「よみがえれ!恐竜 (2) 初めて見た!日本の巨大恐竜」[3]（2017年[15]）
  - 「日本で大発見!恐竜新世界」（2021年[5]）
- 『ためしてガッテン』
  - 「意外!紫外線対策の落とし穴」[1]（2000年[16]）
  - 「初公開!ヨーグルト健康料理術」[1]（2002年[17]）
- 『地球!ふしぎ大自然』
  - 「火山が水鳥を呼ぶ 火と氷の国アイスランド」[1]（2002年[18]）
  - 「金色のサル 森を飛ぶ 中国 幻の珍獣キンシコウ」[1]（2004年[19]）
- 『にんげんドキュメント』
  - 「飛鳥の紫に挑む～高松塚古墳壁画と老染色家」[1]（2005年[20]）

### 映画
- 『恐竜超伝説 劇場版ダーウィンが来た!』（2020年[3]）
- 『恐竜超伝説2 劇場版ダーウィンが来た!』（2024年[21]）

### 書籍
- 「恐竜vsほ乳類 1億5千万年の戦い」（2006年、ダイヤモンド社、高間大介と共著[1]、ISBN 978-4478860540）
- 「恐竜絶滅 ほ乳類の戦い」（2010年、ダイヤモンド社、高間大介と共著[2]、ISBN 978-4-478-01386-1）
- 「NHKダーウィンが来た! 知られざる恐竜王国!!」（2017年、講談社、ISBN 978-4065095416）
- 「ダーウィンが来た! 生命大進化 第1集 生き物の原型が作られた」（2021年、日経ナショナルジオグラフィック社、ISBN 978-4863135109）
- 「ダーウィンが来た! 生命大進化 第2集 現生動物への道が開かれた」（2021年、日経ナショナルジオグラフィック社、ISBN 978-4863135116）